# 마이클 E. 유슬런
마이클 E. 유슬런(영어: Michael E. Uslan, 1951년 6월 2일 ~ )은 미국의 영화 프로듀서이다. 영화 배트맨 시리즈를 프로듀싱했다.